# Grånäs en Morn
Grånäs en Morn (Zweeds: Grånäs och Morn) is een småort in de gemeente Vansbro in het landschap Dalarna en de provincie Dalarnas län in Zweden. Het småort heeft 79 inwoners (2005) en een oppervlakte van 28 hectare. Eigenlijk bestaat het småort uit twee plaatsen: Grånäs en Morn. Het småort ligt aan de rivier de Västerdalälven en wordt omringd door zowel landbouwgrond als bos. De plaats Vansbro ligt zo'n tien kilometer ten westen van Grånäs en Morn.